# Schweizer Skimeisterschaften 1951
Die Schweizer Skimeisterschaften 1951 fanden vom 4. bis zum 11. Februar 1951 in Adelboden statt. Ausgetragen wurden im Skilanglauf die Distanzen 18 km und 50 km sowie die 4 × 10-km-Staffel. Den 18-km-Lauf gewann Alfred Kronig und den 50-km-Lauf Alfred Roch. Zudem siegte die Staffel von SK Allalin Saas-Fee. Das Skispringen gewann erstmals Rudolf Bärtschi und die Nordische Kombination Alfons Supersaxo. Im Ski Alpin wurden die Disziplinen Abfahrt, Riesenslalom und Slalom ausgetragen. Bei den Männern gewann Bernhard Perren die Abfahrt sowie den Riesenslalom, Georges Schneider den Slalom und Fredy Rubi die Kombinationswertung. Olivia Ausoni siegte bei den Frauen im Slalom und in der Kombination. Zudem triumphierte Idly Walpoth in der Abfahrt und Ida Schöpfer im Riesenslalom.

## Skilanglauf

### 18 km
| Platz | Name             | Verein            | Zeit (std) |
| ----- | ---------------- | ----------------- | ---------- |
| 01    | Alfred Kronig    | Zermatt           | 1:12:32    |
| 02    | Odilo Zurbriggen | Saas-Fee          | 1:13:04    |
| 03    | Otto Beyeler     | Sangernboden      | 1:13:10    |
| 04    | Reymond Jordan   | Daviaz            | 1:13:12    |
| 05    | Alfons Supersaxo | Saas-Fee          | 1:13:26    |
| 06    | Herbert Kronig   | Zermatt           | 1:14:26    |
| 07    | Werner Zwingli   | Altstetten-Zürich | 1:14:35    |
| 08    | Franz Regli      | Andermatt         | 1:14:49    |
| 08    | Alfred Roch      | Château-d’Oex     | 1:14:49    |
| 10    | Emil Stump       | Stoos             | 1:15:29    |

Datum: Sonntag, 4. Februar 1951
 Der Zermatter Alfred Kronig holte mit 22 Sekunden Vorsprung auf Odilo Zurbriggen den Schweizer Meistertitel. Es waren 130 Teilnehmer am Start.

### 50 km
| Platz | Name           | Verein         | Zeit (std) |
| ----- | -------------- | -------------- | ---------- |
| 01    | Alfred Roch    | Château-d’Oex  | 3:09:06    |
| 02    | Karl Hischier  | SC Obergoms    | 3:13:00    |
| 03    | Josef Schnyder | Oberwil        | 3:17:52    |
| 04    | Otto Beyeler   | Sangernboden   | 3:18:29    |
| 05    | Karl Bricker   | Stoos          | 3:20:25    |
| 06    | Victor Borghi  | Les Diablerets | 3:20:33    |

Datum: Donnerstag, 8. Februar 1951

Den mit 73 Läufern gestarteten 50-km-Lauf gewann Alfred Roch in einer Zeit von 3:09:26 Stunden mit drei Minuten und 34 Sekunden Vorsprung auf Karl Hischier.

### 4 × 10 km Staffel
| Platz | Namen                                                                      | Verein              | Zeit (std) |
| ----- | -------------------------------------------------------------------------- | ------------------- | ---------- |
| 01    | Alois Zurbriggen Stanislaus Kalbermatten Odilo Zurbriggen Alfons Supersaxo | SK Allalin Saas-Fee | 2:27,08    |
| 02    | André Albert André Huguenin Marcel Huguenin Marcel Matthey                 | SC La Brévine       | 2:29,54    |
| 03    |                                                                            | SC Stoos            | 2:34,20    |

Datum: Sonntag, 11. Februar 1951 

## Nordische Kombination

### Einzel
| Platz | Name             | Ort            | Punkte |
| ----- | ---------------- | -------------- | ------ |
| 01    | Alfons Supersaxo | Saas-Fee       | 14,6   |
| 02    | Walter Regli     | Andermatt      | 46,96  |
| 03    | Francis Duvosin  | Les Rasses     | 61,50  |
| 04    | Franz Regli      | Andermatt      | 62,39  |
| 05    | Theo Allenbach   | Bern           | 68,44  |
| 06    | J. Moillen       | Les Diablerets | 69,95  |
| 07    | André Reymond    | Le Brassus     | 73,20  |
| 08    | Hanspeter Zryd   | Adelboden      | 77,66  |
| 09    | Raymond Bissat   | Ste-Croix      | 83,55  |
| 10    | Alfred Mader     | Adelboden      | 84,01  |

Datum: Montag, 5. Februar 1951
 Von den 27 Teilnehmern gewann Alfons Supersaxo nach 1947 und 1949 seinen dritten Schweizer Meistertitel.

## Skispringen

### Normalschanze
| Platz | Name             | Verein    | Punkte |
| ----- | ---------------- | --------- | ------ |
| 01    | Rudolf Bärtschi  | Adelboden | 186,5  |
| 02    | Andreas Däscher  | SC Davos  | 181,8  |
| 03    | Fritz Tschannen  | Adelboden | 181,0  |
| 04    | Alfons Supersaxo | Saas-Fee  | 177,7  |
| 05    | Fritz Schneider  | SC Davos  |        |

Datum: Sonntag, 11. Februar 1951

Rudolf Bärtschi gewann auf der Lohnerschanze mit einer Weite von 48,5 Metern seinen ersten Meistertitel.

## Ski Alpin

### Männer

#### Abfahrt
| Platz | Name              | Verein        | Zeit (min) |
| ----- | ----------------- | ------------- | ---------- |
| 01    | Bernhard Perren   | Zermatt       | 3:27,4     |
| 02    | Fredy Rubi        | Wengen        | 3:27,8     |
| 03    | Ruedi Graf        | Scheidegg     | 3:32,4     |
| 04    | Georges Schneider | Château-d’Oex | 3:36,2     |
| 05    | Fernand Grosjean  | Genf          | 3:37,4     |
| 06    | Gottlieb Perren   | Zermatt       | 3:37,6     |

Datum: Freitag, 9. Februar 1951

#### Riesenslalom
| Platz | Name              | Verein        | Zeit (min) |
| ----- | ----------------- | ------------- | ---------- |
| 01    | Bernhard Perren   | Zermatt       | 1:37,8     |
| 02    | Georges Schneider | Château-d’Oex | 1:40,4     |
| 02    | Karl Gamma        | Andermatt     | 1:40,4     |
| 04    | Fredy Rubi        | Wengen        | 1:41,8     |
| 04    | Fernand Grosjean  | Genf          | 1:41,8     |
| 06    | Edy Rominger      | Pontresina    | 1:42,0     |

Datum: Dienstag, 6. Februar 1951

#### Slalom
| Platz | Name              | Verein        | Zeit (min) |
| ----- | ----------------- | ------------- | ---------- |
| 01    | Georges Schneider | Château-d’Oex | 2:33,2     |
| 02    | René Rey          | Crans         | 2:33,5     |
| 03    | Franz Bumann      | Scheidegg     | 2:33,7     |
| 04    | Fernand Grosjean  | Genf          | 2:34,0     |
| 05    | Fredy Rubi        | Wengen        | 2:35,5     |
| 05    | Edy Rominger      | Pontresina    | 2:35,5     |

Datum: Mittwoch, 7. Februar 1951

#### Kombination
Die Kombination wurde über eine Punktewertung aus den Ergebnissen von Abfahrt, Riesenslalom und Slalom berechnet.
| Platz | Name              | Verein        | Punkte |
| ----- | ----------------- | ------------- | ------ |
| 01    | Fredy Rubi        | Wengen        | 1,075  |
| 02    | Bernhard Perren   | Zermatt       | 1,785  |
| 03    | Georges Schneider | Château-d’Oex | 4,12   |
| 04    | Fernand Grosjean  | Genf          | 4,99   |
| 05    | Gottlieb Perren   | Zermatt       | 6,03   |
| 06    | René Rey          | Crans         | 6,375  |

### Frauen

#### Abfahrt
| Platz | Name              | Verein        | Zeit (min) |
| ----- | ----------------- | ------------- | ---------- |
| 01    | Idly Walpoth      | SC Davos      | 2:05,2     |
| 02    | Ida Schöpfer      | Flühli        | 2:07,2     |
| 03    | Madeleine Berthod | Château-d’Oex | 2:07,4     |

Datum: Freitag, 9. Februar 1951 

#### Riesenslalom
| Platz | Name              | Verein        | Zeit (min) |
| ----- | ----------------- | ------------- | ---------- |
| 01    | Ida Schöpfer      | Flüeli        | 1:52,1     |
| 02    | Olivia Ausoni     | Villars       | 1:57,0     |
| 03    | Madeleine Berthod | Château-d’Oex | 1:57,2     |
| 04    | Sylvia Mühlemann  | Wengen        | 2:00,0     |
| 05    | Idly Walpoth      | SC Davos      | 2:01,2     |
| 06    | Edmée Abetel      | Lausanne      | 2:01,4     |

Datum: Dienstag, 6. Februar 1951

#### Slalom
| Platz | Name                    | Verein      | Zeit (min) |
| ----- | ----------------------- | ----------- | ---------- |
| 01    | Olivia Ausoni           | Villars     | 2:23,6     |
| 02    | Rosmarie Hirschy-Bleuer | Grindelwald | 2:25,0     |
| 03    | Idly Walpoth            | SC Davos    | 2:25,0     |

Datum: Mittwoch, 7. Februar 1951

#### Kombination
Die Kombination wurde über eine Punktewertung aus den Ergebnissen von Abfahrt, Riesenslalom und Slalom berechnet.
| Platz | Name              | Verein        | Punkte |
| ----- | ----------------- | ------------- | ------ |
| 01    | Olivia Ausoni     | Villars       | 2,4    |
| 02    | Idly Walpoth      | SC Davos      | 2,83   |
| 03    | Ida Schöpfer      | Flüeli        | 5,985  |
| 04    | Madeleine Berthod | Château-d’Oex | 7,865  |
| 05    | Irene Molitor     | Wengen        | 15,655 |